# Sáfrik szélmalom
A Sáfrik-szélmalom egy országos műemléki védettségű szélmalom, amely Kiskunhalason, a Kölcsey utcában található.

## Története
Kiskunhalason Az 1860-as években építette malmát ezen a helyen Hunyadi Antal szélmolnár. Tőle 1901-ben Sáfrik József szélmolnár vásárolta meg, és alakította át felülhajtós, négyszintes holland típusú szélmalommá a jelenlegi építményt. 
Néhány évtizedig még szélmalomként működött, majd az 1940-es évektől raktárként funkcionált. 
1964-től indult el a műemlékké nyilvánítása és felújítása. Kiskunhalas első műemléke lett 1966-ban. 
Az 1980-as években és 2007-ben felújításon esett át.
2010-ig Magyarország legjobb állapotban lévő eredeti szélmalma volt, amely a Halas Galéria felügyelete alatt áll.
2011-ben sokat romlott az állapota, és levették a vitorláit. Ezek után 2020-ban felújították, ezért most már újjáépített formáját lehet látogatni.

## Programjai
2008 óta a Pásztortűz Egyesület „Zenélő szélmalom” néven zenés-prózás, kulturális programokat szervez itt minden év szeptemberének első szombatján. A civil szervezet 2009 óta a MalomEst rendezvényt is megrendezi itt minden év májusának utolsó szombatján.